# Nastus reholttumianus
Nastus reholttumianus là một loài thực vật có hoa trong họ Hòa thảo. Loài này được Soenarko mô tả khoa học đầu tiên năm 1977.